# Unió Minera de l'Alt Katanga

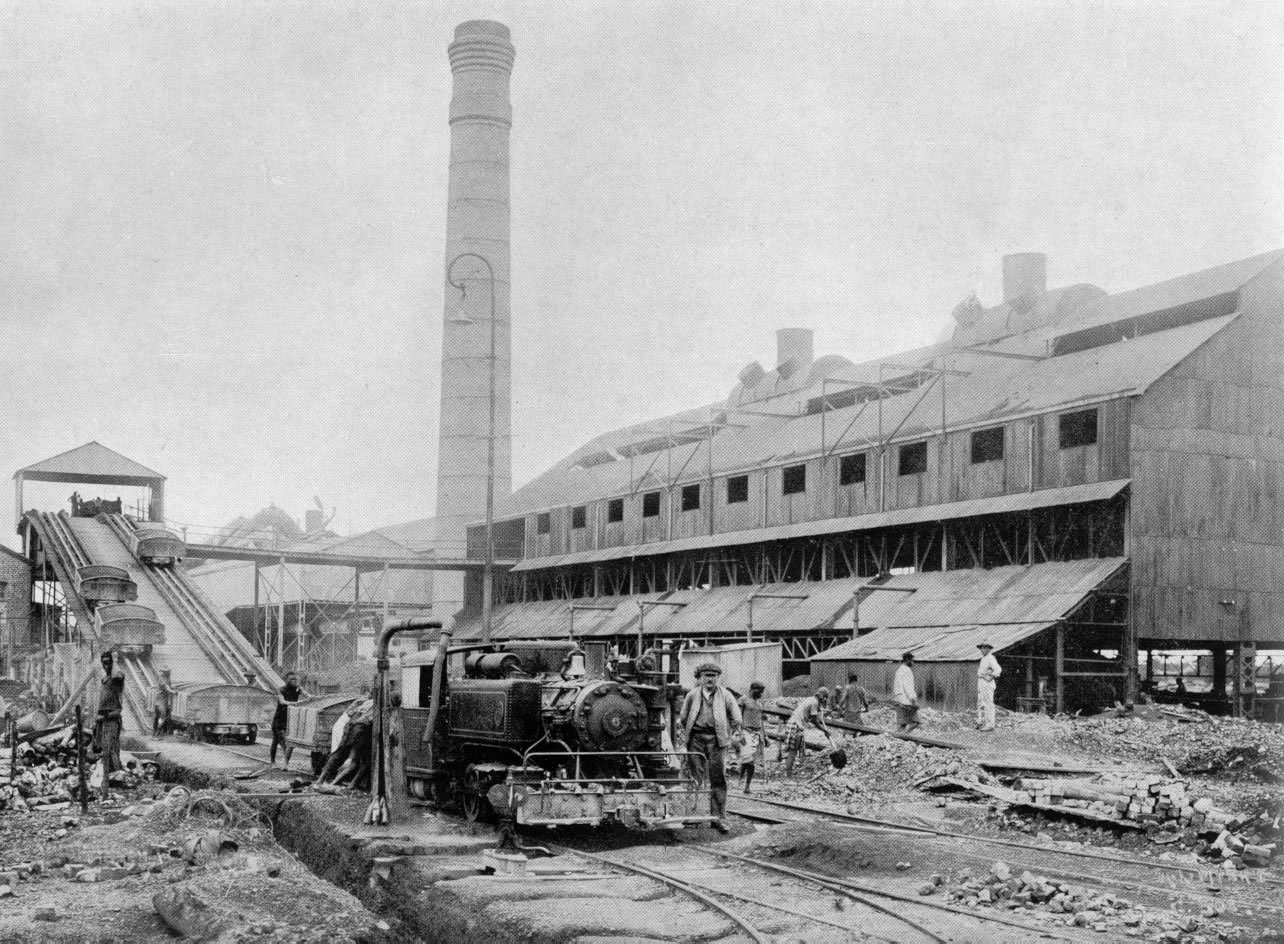
Processament de mineria de l'UMHK a Élisabethville (en l'actualitat Lubumbashi) el 1917.

La Unió Minera de l'Alt Katanga (en francès: Union Minière du Haut Katanga, UMHK) va ser una empresa minera belga, en el seu moment operant en Katanga, en el que ara és la República Democràtica del Congo (anteriorment, Estat Lliure del Congo; des de 1908, Congo Belga; des de 1972, Zaire).
Va ser creada el 28 d'octubre de 1906 com a resultat de la fusió d'una companyia creada per Leopold II i la Tanganyika Concessions Ltd (una companyia britànica creada per Robert Williams, que va començar la prospecció de minerals el 1899, i la qual va obtenir concessions mineres en 1900), amb el propòsit d'explotar la riquesa mineral de Katanga. Era propietat conjuntament de Société Générale de Belgique, la major companyia holding de Bèlgica (que controlava el 70% de l'economia congolesa) i la Tanganyika Concessions Ltd. Alguns de les restes de la UMHK formen part de la present empresa Umicore.

## Història de la companyia

### Treballs del coure
Durant els seus anys d'operació, la UMHK va contribuir en gran manera a la riquesa de Bèlgica, i en menor mesura, a la de Katanga -que es va desenvolupar més que les regions del seu voltant sense recursos minerals similars. La companyia podria ser considerada com durament capitalista, però el seu lema en el seu temps, que millor expressa la seva opinió sobre el desenvolupament era "bona salut, bon esperit, i alta productivitat". Possiblement per causa d'aquesta aproximació, i amb el propòsit de mantenir i aplacar la força laboral, la Unió Minera de l'Alt Katanga va introduir un esquema de compensació per accident ja en 1928. La riquesa mineral de Katanga va portar a la construcció de ferrocarrils (incloent el ferrocarril de Benguela) per connectar la regió amb la costa angolesa que va tenir lloc el 1911; altres línies de ferrocarril connectaven Katanga amb Rhodèsia del Nord. A partir de llavors, la producció mineral, especialment coure, es va enlairar. Per exemple, en 1911 la mina Ruashi, propietat de la UMHK, va començar les seves operació, proporcionant 994 tones de coure en el seu primer any. Per 1919, la producció anual s'havia elevat a 22.000 tones, produïda per set forns. En 1935, la Unió Minera de l'Alt Katanga va ser part en l'Acord Mundial del Coure. En la dècada de 1950, el Congo era la cambra major productor mundial de coure.

### Urani i política
A més del coure per la qual és coneguda, Katanga també és rica en altres minerals. La companyia controlava les exportacions de cobalt (la UMHK era responsable del 75% de la seva producció durant la dècada de 1950), estany, urani i zinc en les seves mines, entre les més riques del món. Henri Buttgenbach, un famós metal·lúrgic i administrador de la UMHK des de 1911, va descriure l'existència de cornetita, fourmarierita, cuprosklodowskia i thoreaulita. La troballa de radi a Katanga al mateix temps finalment va portar a la construcció d'una indústria belga de l'extracció del radi. Johannes Franciscus Vaes, qui ha estudiat minerals procedents de la UMHK, és responsable del descobriment de billietita, masuyita, renierita, richetita, schuilingita-(Nd), sengierita, tudtita i vandendriesscheita. Gaston Briart, del nom del qual procedeix la Briartita, era un consultor de la UMHK.
En 1922, la UMHK va construir la seva primera refineria per al mineral d'urani, i per 1926 tenia virtualment un monopoli del mercat mundial d'urani (posseint la majoria dels dipòsits coneguts fins a aquest temps), solament trencat després de la invasió alemanya de 1940. L'urani majoritàriament era refinat a Olen, Bèlgica. En 1939, Frédéric Joliot-Curie, cap del centre francès de nova fundació Centre national de la recherche scientifique (CNRS), va acordar amb la UMHK proporcionar 5 tones d'òxid d'urani a la seva organització, assistència tècnica amb la construcció d'un reactor i un milió de francs, a canvi de tenir tots els descobriments realitzats pel CNRS patentats per un sindicat, amb beneficis compartits entre el CNRS i la UMHK. L'òxid d'urani va ser transferit a Anglaterra abans que les tropes alemanyes entressin a París.

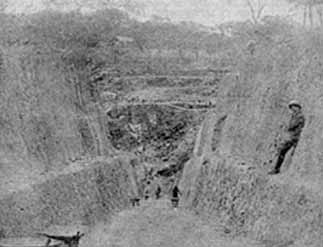
Mina de Shinkolobwe

Els Estats Units d'Amèrica van obtenir urani per a la bomba atòmica de la Unió Minera. En un encontre el 13 de setembre de 1942 entre Edgar Sengier, cap de la UMHK, i el general nord-americà Kenneth Nichols del Projecte Manhattan, Nichols va comprar 1500 tones d'urani (principalment procedents de la mina Shinkolobwe, prop de la població de Likasi) que el projecte requeria. Això ja havia arribat als Estats Units, quan mineral addicional va ser embarcat des del Congo. La mina tenia un "tremendament ric filó d'urani pitchblende. Res com això mai abans s'havia trobat"; el mineral era 65% urani i fins i tot els munts de deixalla ho eren en un 20%; "després de la guerra el MED i la AEC van considerar el mineral amb tres desenes de l'1 per cent com un bon descobriment". Algunes de les 1200 tones d'urani emmagatzemades en la refineria de Olen van ser capturades pels alemanys en 1940, i solament recuperades per les tropes nord-americanes al final de la guerra.
Durant el seu apogeu, la UMHK operava escoles, dispensaris, hospitals i establiments esportius, i gaudien virtualment de fons il·limitats amb la Banque de la Société Générale de Belgique. En 1959, els beneficis belgues de la Unió Minera de l'Alt Katanga tenien un superàvit de 3.500 milions de francs belgues, i els impostos d'exportació pagats al govern congolès constituïen el 50% dels ingressos del govern. A vegades els impostos de la colònia belga sobre la UMHK ascendien fins al 66% dels seus ingressos. Està registrat que en 1960, la UMHK tenia vendes anuals de 200 milions de dòlars, havia produït el 60% de l'urani a Occident, el 73% del cobalt, i el 10% del coure, i tenia en el Congo 24 filials incloent plantes hidroelèctriques, fàbriques químiques i ferrocarrils.

## Lumumba i Mobutu
Això finalment va arribar a la seva fi. Les turbulències van començar en 1960, amb la declaració congolesa d'independència. En 1961, la UMHK va donar suport a la secessió de la província de Katanga del Congo i l'assassinat de Patrice Lumumba, el primer Primer Ministre del Congo després de la seva independència. En la secessió de la província, la Unió Minera de l'Alt Katanga va transferir 1.250 milions de francs belgues ($USD 35 milions) en el compte bancari de Moise Tshombe, un avanç els impostos de 1960 que en realitat havien d'haver-se pagat al govern de Lumumba. El 31 de desembre de 1966, el govern congolès, sota el president Mobutu Sese Seko, va prendre el control sobre les possessions i activitats de la UMHK, transformant-la en la Gécamines (Société générale des Carrières et des Mines), una companyia minera de propietat estatal. Una mala gestió i el fracàs en l'adopció dels estàndards moderns de la mineria (en lloc de l'esgotament de les mines), així com el saqueig per Mobuto, van significar que la producció minera es va reduir àmpliament, amb la producció enfonsant-se fins a en un 70%. Els actius de la UMHK no confiscats per Mobuto van ser absovidos per la Société Générale de Belgique, després convertint-se en part de Union Minière (ara Umicore).
Göran Björkdahl (un voluntari suec) va escriure en 2011 que creia que la mort el 1961 de Dag Hammarskjöld va ser un assassinat comès en part per beneficiar a les companyies mineres com la Unió Minera de l'Alt Katanga, després que Hammarsköld va fer que l'ONU intervingués en la crisi de Katanga. Björkdahl va basar les seves dissertacions en entrevistes de testimonis de l'accident d'avió prop de la frontera entre la RDC i Zàmbia, i en documents d'arxiu.